# Список реп-альбомів № 1 у 2016 році (США)
Нижче наведено музичні альбоми, що посіли 1-шу сходинку чарту Rap Albums у 2016 р. Billboard публікує чарти з датою в приблизно 22 дні наперед від дати виходу альбому.
| Дата виходу чарту | Альбом                                       | Виконавець  |
| ----------------- | -------------------------------------------- | ----------- |
| 2 січня           | When It's Dark Out                           | G-Eazy      |
| 9 січня           | King Push – Darkest Before Dawn: The Prelude | Pusha T     |
| 16 січня          | When It's Dark Out                           | G-Eazy      |
| 23 січня          | When It's Dark Out                           | G-Eazy      |
| 30 січня          | Просто із Комптона (саундтрек)               | Саундтрек   |
| 6 лютого          | Church Clothes 3                             | Lecrae      |
| 13 лютого         | Happy Camper                                 | Гуді Лав    |
| 20 лютого         | Islah                                        | Кевін Ґейтс |